# Escut de Río Negro (Uruguai)
L'escut oficial de Río Negro té el següent blasonament:
Escut amb tres quarters sobre un fons d'argent: les figures dels gautxos portant armes de canya de tacuara i llances sobre un fons d'atzur; en els quarters inferiors es troben un bou i una àncora, separats per una espiga de blat.

## Història
Va ser aprovat per Decret Municipal del 28 de gener de 1943.
Els gautxos signifiquen la Batalla de Rincón, per la qual 250 orientals sota el comandament del gral. Fructuoso Rivera van derrotar a dos cossos d'exèrcit portuguès fidels a l'Imperi del Brasil de 700 soldats, el 24 de setembre de 1825. La frase "Somos industria y riqueza" representa la capacitat agrícola, fluvial i ramadera del departament de Río Negro.
El bou simbolitza l'explotació ramadera i la indústria càrnia, mentre que el riu celeste de l'altre quarter és una representació de la importància que té el riu Uruguai per al desenvolupament industrial de la regió oest del país.